# Konkola Copper Mines
Konkola Copper Mines ist eine Aktiengesellschaft in Sambia. Sie befindet sich seit 1999 zu 51 Prozent im Besitz der Vedanta Ressources Plc. in London, zu 28,4 Prozent in dem der Zambia Copper Investment Ltd. und zu 20,6 Prozent von Zambia Consolidated Copper Mines Investment Holdings. Konkola Copper Mines wird an der Börse Lusaka Stock Exchange quotiert, also nicht gehandelt. Ihr Sitz ist in Lusaka, Independence Avenue. Ursprünglich war auch Anglo American dabei, welches sich im Januar 2002 jedoch zurück.
Konkola Copper Mines ist der größte Kupferproduzent Sambias. Sie betreibt die Kupferbergbaue Konkola Deep gemeinsam mit Sterlite Industries Ltd aus Indien, die eine Tageskapazität von 100 t hat, Nampundwe allein mit einer Tageskapazität von 10,44 t und Nchanga allein mit einer Tageskapazität von 112 t Kupfererz.
KCM produziert 2 Millionen Tonnen Kupfererz pro Jahr. Das Konkola-Tiefenbergbauprojekt des Unternehmens wird seine Kapazität auf 6 Millionen Tonnen Erz pro Jahr erweitern.
Konkola Copper Mines ist Ziel heftiger Kritik mit Blick auf die Verschmutzung des Flusses Kafue mit 10 mg Kupfer, 38,5 mg Mangan und 1 mg Cobalt pro Liter in Chingola und Chililabombwe. Diese Werte liegen um 1.000 Prozent bei Kupfer, um 77 Prozent bei Mangan und um 10.760 Prozent bei Cobalt über den zulässigen Grenzwerten. Allein in Chingola werden 75.000 über die Trinkwasserleitungen mit diesem Wasser versorgt.
Es liegen keine Bilanzen vor. Der Umsatz kann bei einem Kupferpreis von 5.000 US$ pro Tonne auf dem Weltmarkt bei voller Auslastung bei 1 Mrd. US$ liegen.